# Jupp Heynckes
Josef Heynckes, známý jako Jupp Heynckes (* 9. května 1945, Mönchengladbach, Západní Německo) je bývalý německý fotbalista a fotbalový trenér.
S 220 vstřelenými góly (během 369 zápasů) je na 3. příčce nejlepších kanonýrů v historii německé Bundesligy (platné k 16. červnu 2013). Dvakrát se stal nejlepším střelcem německé Bundesligy, v sezónách 1973/74 (dělené vítězství, 30 gólů) a 1974/75 (27 gólů).
Patří mezi šestici lidí, kteří získali titul v Bundeslize jako hráči a zároveň trenéři. (Aktuální k roku 2019)

## Klubová kariéra
Průlomovou se pro mladého útočníka stala sezóna 1964/65, kdy Heynckes 23 góly dovedl rodný Mönchengladbach k postupu mezi elitní smetánku.
Roku 1967 přestoupil do Hannoveru 96, kde strávil tři roky.
Roku 1970 se vrátil do Gladbachu, kde působil 8 sezón.
Korunu nejlepšího střelce Bundesligy si přivlastnil v sezónách 1973/74 (30 gólů) a 1974/75 (27 gólů).
V ročníku 1977/78 vstřelil 18 gólů. V závěrečném kole proti Dortmundu rekordních 5 branek za zápas, který skončil porážkou dortmundského celku 0:12. Ani vysoké skóre Mönchengladbachu nezajistilo titul, který putoval do Kolína. Po této sezóně ukončil kariéru.

## Trenérská kariéra
Jako trenér vyhrál dvakrát Ligu mistrů, v sezóně 1997/98 s Realem Madrid (výhra 1:0 ve finále nad italským Juventus FC) a v sezóně 2012/13 s FC Bayern Mnichov (finálová výhra 2:1 nad německým rivalem Borussia Dortmund). Stal se tak čtvrtým trenérem, který prestižní evropskou klubovou soutěž vyhrál se dvěma různými kluby. Před ním se to podařilo jen Ernstu Happelovi (Feyenoord a Hamburger SV), Otmaru Hitzfeldovi (Borussia Dortmund a FC Bayern Mnichov) a José Mourinhovi (FC Porto a Inter Milán).

### Začátek trenérské kariéry
Od léta 1979 do léta 1987 trénoval Borussii Mönchengladbach. Od sezóny 1987/88 vedl Bayern, ve své druhé a třetí sezóně s ním získal ligové tituly.

### Španělsko a Portugalsko
Po 12 letech trénování v Německu se roku 1992 přesunul do Španělska, kde se stal teprve třetím německým působícím trenérem.
Postupně trénoval Athletic Bilbao, Tenerife (s tím dosáhl semifinále Poháru UEFA 1996/97) a Real Madrid. Po sezóně 1997/98, kdy se Real umístil až čtvrtý, dostal vyhazov, ačkoliv vyhrál Liga mistrů UEFA.
Po roční pauze ho v létě 1999 angažovala Benfica, se kterou ale skončil na 3. místě za Sportingem a FC Porto. V pohárových soutěžích neuspěl. Během jeho působení dával příležitosti portugalskému záložníkovi Manichemu, který se v ligové sezóně 1999/2000 trefil v 10 případech. Po vzájemné dohodě z klubu odešel, mezi fanoušky nebyl oblíbený a poštval si je proti sobě tím, že nechal odejít klubovou legendu Joãa Pinta, který odešel k rivalovi ze Sportingu. Heynckese nahradil José Mourinho.
Heynckes se vrátil do Bilbaa, kde vydržel dva ročníky. Posléze se vrátil do Německa.

### Schalke a znovu Mönchengladbach
Po jedné sezóně v Schalke byl kvůli špatným výsledkům propuštěn.
Jeno návrat do Borussie Mönchengladbach skončil neúspěchem, Heynckes nezabránil sestupu z nejvyšší Bundesligy a v klubu skončil.

### Dočasně v Bayernu
Po dvou letech mimo fotbal se v dubnu 2009 dočasně ujal role trenéra Bayernu Mnichov. Po vyhazovu Jürgena Klinsmanna byli Bavoři v ohrožení co se týče kvalifikace do Ligy mistrů.
Heynckes měl před sebou sice poslední pětici zápasů Bundesligy, dokázal ale mužstvo vzchopit a skončit na 2. místě za šampionem z Wolfsburgu.

### Bayer Leverkusen
Začátkem června 2009 se stal trenérem Bayeru Leverkusen, kterému se upsal na 2 sezóny.
V bundesligové sezóně 2009/10 skončil s týmem na 4. místě a kvalifikoval tak farmaceutický celek do Evropské ligy. Šlo o skokové zlepšení oproti minulé sezóně, kdy Leverkusen skončil až na 9. příčce. Heynckes také do týmu zapracoval Toniho Kroose, ten sice pouze hostoval z Bayernu, ale Heynckesovo přístup měl na jeho kariéru zásadní vliv.
V ročníku 2009/10 dosáhl na 2. místo za Dortmundem, což bylo nejlepší umístění od 2. místa v sezóně 2001/02. Poprvé od roku 2005 kvalifikoval Leverkusen do Ligy mistrů. Kontrakt neprodloužil a převzal potřetí v životě Bayern.

### Bayern Mnichov podruhé
Heynckes navázal na kouče van Gaala, částečně převzal jeho systém, ale lpěl méně na držení míče.
V ročníku 2012/13 dovedl Bayern i k titulu v německé Bundeslize a k vítězství v DFB-Pokalu po výhře 3:2 ve finále 1. června 2013 nad VfB Stuttgart. Bayern tak získal treble (tzn. vyhrál dvě hlavní domácí soutěže plus titul v Lize mistrů resp. PMEZ) jako sedmý evropský klub v historii. Po této sezóně se rozhodl ukončit kariéru, v roce 2017 se však na trenérskou pozici v Bayernu Mnichov vrátil.